# Erwin Vanderbroeck
Erwin Vanderbroeck (Maastricht, 21 maart 1968) is een Nederlands voormalig voetballer. Hij speelde als middenvelder voor MVV (1986-89), Sint-Truidense VV (1990, huur), VVV (1991 & 1992, beide op huurbasis), Roda JC (1989-95) en Alemannia Aachen (1995-2000). Hij speelde in totaal 348 wedstrijden in het betaald voetbal, waarin hij 48 keer scoorde.
| Seizoen | Club                | Land      | Competitie                | Duels | Goals |
| ------- | ------------------- | --------- | ------------------------- | ----- | ----- |
| 1986/87 | MVV                 | Nederland | Eerste divisie            | 17    | 7     |
| 1987/88 | MVV                 | Nederland | Eerste divisie            | 33    | 10    |
| 1988/89 | MVV                 | Nederland | Eredivisie                | 27    | 3     |
| 1989/90 | Roda JC             | Nederland | Eredivisie                | 0     | 0     |
| 1989/90 | → Sint-Truidense VV | België    | Eerste klasse             | 17    | 0     |
| 1990/91 | Roda JC             | Nederland | Eredivisie                | 1     | 0     |
| 1990/91 | → VVV               | Nederland | Eerste divisie            | 14    | 3     |
| 1991/92 | → VVV               | Nederland | Eredivisie                | 28    | 2     |
| 1992/93 | Roda JC             | Nederland | Eredivisie                | 29    | 2     |
| 1993/94 | Roda JC             | Nederland | Eredivisie                | 22    | 0     |
| 1994/95 | Roda JC             | Nederland | Eredivisie                | 10    | 0     |
| 1995/96 | Roda JC             | Nederland | Eredivisie                | 1     | 0     |
| 1995/96 | Alemannia Aachen    | Duitsland | Regionalliga West/Südwest | 25    | 2     |
| 1996/97 | Alemannia Aachen    | Duitsland | Regionalliga West/Südwest | 31    | 3     |
| 1997/98 | Alemannia Aachen    | Duitsland | Regionalliga West/Südwest | 28    | 8     |
| 1998/99 | Alemannia Aachen    | Duitsland | Regionalliga West/Südwest | 30    | 4     |
| 1999/00 | Alemannia Aachen    | Duitsland | 2. Bundesliga             | 19    | 2     |
| 2000/01 | KAS Eupen           | België    | Derde klasse B            | 16    | 2     |
| Totaal  | Totaal              | Totaal    | Totaal                    | 348   | 48    |